# What's New Pussycat?
What's New Pussycat? (bra: O Que É Que Há, Gatinha?) é um filme de comédia de 1965 dirigido por Clive Donner e Richard Talmadge. Recebeu uma indicação ao Óscar de melhor canção original (What's New, Pussycat?) de Burt Bacharach (música) e Hal David (letra), interpretada por Tom Jones. Foi a primeira atuação de Woody Allen no cinema.

## Sinopse
Perturbado editor de modas  procura psiquiatra, por seus problemas românticos, mas este é muito mais maluco do que ele.

## Elenco
- Peter Sellers - Dr. Fritz Fassbender
- Peter O'Toole - Michael James
- Romy Schneider - Carole Werner
- Capucine - Renée Lefebvre
- Paula Prentiss - Liz Bien
- Woody Allen - Victor Shakapopulis
- Ursula Andress - Rita
- Michel Subor - Philippe
- Eddra Gale - Anna Fassbender
- Katrin Schaake - Jacqueline
- Jean Parédès - Marcel
- Jacques Balutin - Etienne
- Eléonore Hirt - Sra. Werner
- Jess Hahn - Sr. Werner
- Howard Vernon - médico
- Françoise Hardy - assistente do prefeito